# Cala (Huelva)
Cala és un poble de la província de Huelva (Andalusia), que pertany a la comarca de Sierra de Huelva.

## Demografia
| 1996  | 1998  | 1999  | 2000  | 2001  | 2002  | 2003  | 2004  | 2005  |
| ----- | ----- | ----- | ----- | ----- | ----- | ----- | ----- | ----- |
| 1.493 | 1.450 | 1.457 | 1.414 | 1.404 | 1.356 | 1.344 | 1.315 | 1.324 |